# 맵탱
맵탱은 식료품 회사 삼양식품이 2023년 8월부터 시판하고 있는 라면이다.